# Achsfehler
Als Achsfehler von Messinstrumenten werden die Abweichungen der verschiedenen Drehachsen von der Sollrichtung bezeichnet.
Bei Theodoliten und geodätischen Universalinstrumenten sind dies
- der Stehachsenfehler (geringe Differenz zwischen Vertikalachse und Lotrichtung)
- der Kippachsenfehler (Winkel zwischen Kipp- und Stehachse ist nicht genau 90°)
- der Zielachsenfehler (Differenz zwischen Ziel- und optischer Achse des Fernrohrs).

Die Reduktion dieser Einflüsse erfolgt durch Libellen oder Neigungssensoren.
Darüber hinaus existieren sekundäre Achsfehler oder Taumelfehler wegen der Fertigungstoleranzen der Achslager (siehe auch Rotationsbewegung).
Beim astronomischen Passageninstrument und beim Meridiankreis – wo man nur in den Haupthimmelsrichtungen beobachtet – werden Kipp- und Stehachsfehler gemeinsam bestimmt und als „Neigungsfehler“ (der Kippachse) bezeichnet.
Im Maschinenbau spielen neben diesen Neigungsfehlern auch geringe Krümmungen, Durchbiegungen und Unrundheiten der Achsen eine Rolle, sowie die Unwucht von rotierenden Maschinenteilen. Sie lassen sich teilweise durch Justierungen, spezielle Achslager und Methoden der Entlastung und Schmierung in Grenzen halten.